# 舟塚古墳 (扶桑町)
舟塚古墳（ふなつかこふん）は、愛知県丹羽郡扶桑町高雄にある古墳。形状は円墳。町の史跡に指定されている。古墳時代後期の築造と推定される。

## 概要

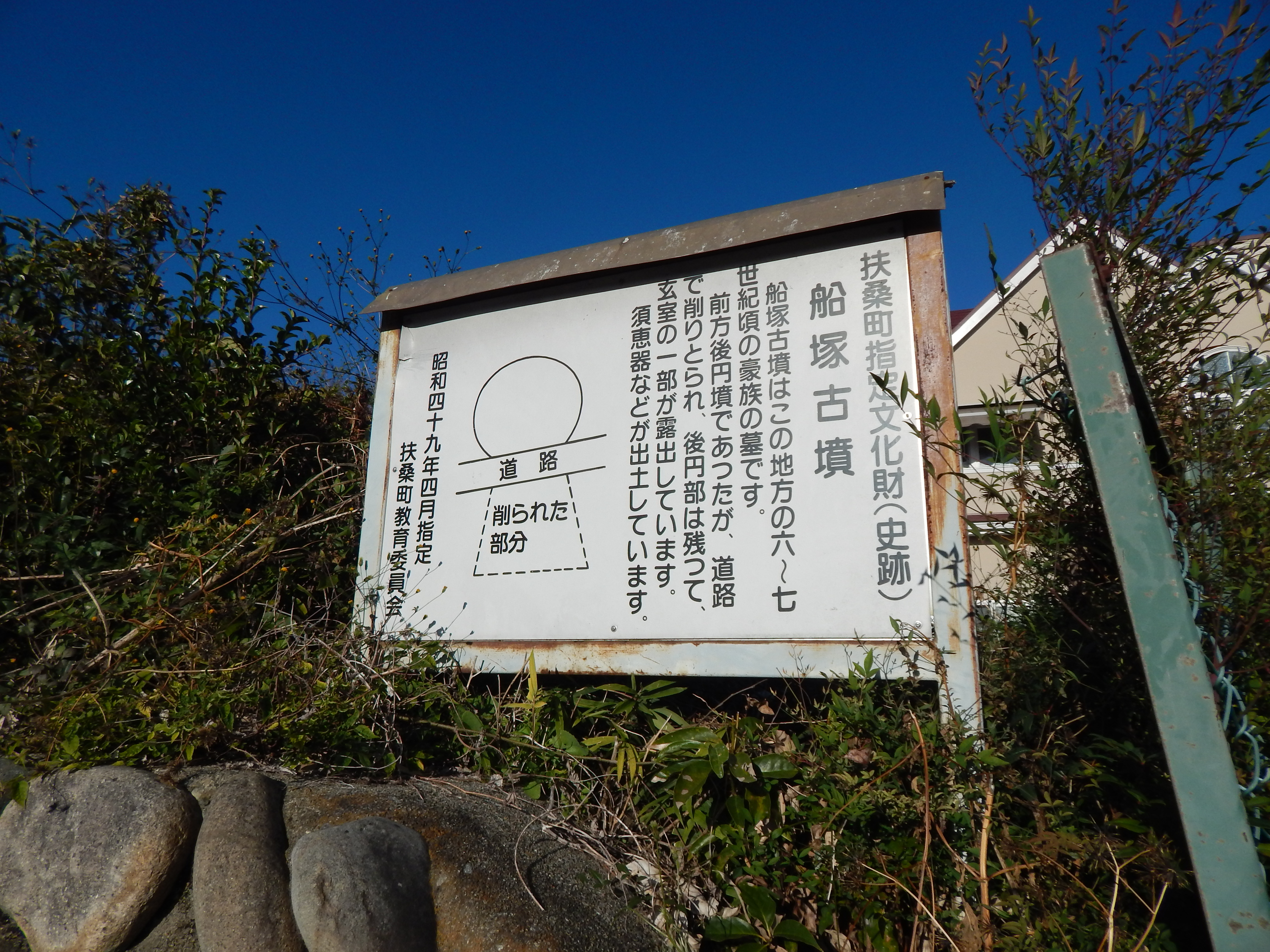
案内板

扶桑町には高雄をはじめ柏森、斎藤、高木、山名などに古墳がかなりあったと伝えられている。柏森の元亀塚も明治の頃には大きな塚であったが、次第に崩壊し、石室の岩が三個、専修院の庭に残されているだけである。そうした残り少ない古墳の一つがこの舟塚古墳である。木曽川の分流であった一之枝の東に沿った自然堤防州上に築かれているが、この川筋の対岸1kmばかり下流の西側に沿う自然堤防州上に前利神社の古墳があり、東方に長泉塚古墳があることなどから、このあたりが古墳時代の扶桑地域における豪族の勢力圏の中心であったと考えられる。
大正末期までは前方後円墳の立派な形が残っていたというが、前方部の土が削り取られて道路ができ、後円部だけが残って、それも大きな岩（石室）2個が露出し、1個は藩塀の真下に埋もれている。現在の後から推定すると、巾の最大は30m、長さは約50mに及び、往古この地方に勢力のあった豪族の墓であったと考えられている。
1960年（昭和35年）頃までは、舟塚古墳の15mほど北に、古墳と思われる円形の塚が2基あったというが現在はない。この2基の塚については、舟塚の陪塚ではなかったかとするほか、舟塚古墳の墳丘の一部だったのが、前方後円墳の中央部の土が持ち去られたために、2つの円墳として残ったとも考えられるが、明らかでない。
1974年（昭和49年）10月22日、扶桑町指定文化財（史跡）に指定。これを機に町によって修理された。

## 構造
- 直径：約13.0m
- 高さ：約3.0m

墳形不明で直径は約13.0m、高さは約3.0m。この地方の6～7世紀頃の豪族の墓と考えられており、元々は推定百数十間に及ぶ前方後円墳で、言い伝えでは明治の中頃までは形が残っていたとされるが、後に道路を敷くため前方部が削平され、現在は後円部のみが残っている。
頂上部の土の下には大きい岩が間近にあると言われている。この岩は被葬者の棺をおさめた室、即ち玄室を構成する岩ではないかと考えられている。現在墳丘の周囲は削り取られ、後円部の直前部に当たる箇所は細い道が通じているが、削り取られたところに、玄室を構成するのではないかと考えられる褐赤色の岩が露出している。現在の形から推定すると、本来の幅は最大30m、長さは50mに及ぶと考えられる。
なお、『愛知県遺跡分布図』（昭和47年発行）では、舟塚古墳を御岳古墳としているが、別物という話もある。最後に天保12年丑酉6月に書かれた下野村の地図によると「舟塚弁天方、150坪、御年貢地」と記され、舟塚なる名称を示している。また「舟塚」を「船塚」と記している場合もある。現状は古墳丘に樫の古木がひこばえを出して伸びている。なお、付近に小古墳が二ヶ所、少し離れた北海道にも小古墳が三ヶ所存在していたが、現在破壊されてなくなっている。

## 出土品
舟塚古墳及びその周辺から若干の土器が出土しているが、副葬品であったかどうかは分からない。

### 高坏高台
- 須恵器
- 5～6世紀
- 高さ26cm、幅25.5cm[6]

### 高坏
- 須恵器
- 5～6世紀
- 1928年（昭和3年）出土
- 高さ9.5cm、幅14.5cm[6]

## 周辺
- 船塚神社
- 扶桑町立扶桑東小学校